# Trasobares
Trasobares – gmina w Hiszpanii, w prowincji Saragossa, w Aragonii, o powierzchni 71,76 km². W 2011 roku gmina liczyła 139 mieszkańców.